# Дом А. И. Левченко
Дом А. И. Левченко — памятник архитектуры местного значения в Нежине. Сейчас здесь размещается корпус № 1 Нежинского специального медицинского колледжа. 

## История
Изначально был внесён в «список памятников архитектуры вновь выявленных» под названием Дом Левченко и Контора государственного казначейства. 
Приказом Министерства культуры и туризма от 21.12.2012 № 1566 присвоен статус памятник архитектуры местного значения с охранным № 10033-Чр под названием Дом почётного гражданина А. И. Левченко.

## Описание
Дом построен в начале 20 века на 1-й Лицейской улице. Двухэтажный, каменный, прямоугольный в плане дом, с четырёхскатной крышей. Фасад украшен многочисленным декором, наличниками, нишами, рустикой. Фасад разделяет межэтажный карниз, завершается венчающим карнизом. Окна первого этажа четырёхугольные, второго — арочные. 
В 1912 году женская гимназия Г. Ф. Крестинской переехала с дома Самохиной (Гоголя, 7А) в другое арендованной помещение Дом А. И. Левченко. Гимназия имела 9 классов (7 основных, старший и младшие отделы подготовительного класса). С 1910 года преподавателями были: Г. Ю. Феддерс (сын Ю. И. Феддерс), П. О. Заболоцкий, Г. А. Максимович, Ф. Д. Проценко. В 1920 году преобразована в школу 2-уровня № 10, затем среднюю школу № 3.